# Gastrochilus puncticulatus
Gastrochilus puncticulatus är en orkidéart som beskrevs av William Cavestro. Gastrochilus puncticulatus ingår i släktet Gastrochilus och familjen orkidéer.
Artens utbredningsområde är Sulawesi. Inga underarter finns listade i Catalogue of Life.